# Norte de Almería
Norte de Almería es una indicación geográfica utilizada para designar los vinos con derecho a la mención tradicional Vino de la Tierra de la comarca vitícola del norte de la provincia de Almería (España), que abarca los términos municipales de Chirivel, María, Vélez-Blanco y Vélez-Rubio.
La zona geográfica tiene una extensión de 114.158 has. y está situada íntegramente en la provincia de Almería, situándose en la parte más septentrional de la provincia, limitando al Norte y al este con la provincia de Murcia y al oeste con la de Granada.
Esta indicación geográfica fue reglamentada por la Junta de Andalucía en 2008.

## Variedades de uva
Las variedades de uva autorizadas que se producen en la zona son las que a continuación se enumeran:
- Blancas: Airén, Chardonnay, Macabeo y Sauvignon Blanc.
- Tintas: Cabernet Sauvignon, Merlot, Monastrell, Tempranillo y Syrah.

El reglamento prohíbe expresamente la utilización de variedades que hayan sido modificadas genéticamente para la producción de los vinos amparados bajo la mención.

## Tipos de vino
- Blancos: Son de color amarillo pálido. Resultan en su mezcla vinos frescos y ácidos con una riqueza de aromas que recuerda a frutos como limón, grosella y espárrago. En boca son de mucho cuerpo sin molestar el disfrute ligero y joven.
- Rosados: Son de color rosa pálido al rosa fresa, aroma fresco y ácido, de carácter afrutado y gusto armónico.
- Tintos: El color es un rojo oscuro muy intenso hasta rubí. En boca ofrece mucho cuerpo y un sabor a frambuesa, zarzamora y regaliz. Son vinos tintos con una riqueza de alcohol, con una acidez moderada y con bastante tanino.
- Tintos envejecidos: Color rojo oscuro hasta rojo marrón muy intenso, con riqueza de alcohol y acidez moderada, sin producir un déficit de la suavidad en el caso de la elaboración en barricas.